# Pepoyara
Pepoyara is een geslacht van rechtvleugeligen uit de familie krekels (Gryllidae). De wetenschappelijke naam van dit geslacht is voor het eerst geldig gepubliceerd in 2012 door de Mello & Capellari.

## Soorten
Het geslacht Pepoyara  is monotypisch en omvat slechts de volgende soort:
- Pepoyara jagoi (de Mello & Capellari, 2012)